# إينابا
إينابا هو لقب ياباني. الأشخاص البارزون الذين يحملون اللقب هم:
- أكيرا إينابا (مواليد 1988)، لاعب شوغي ياباني
- أتسوكو إينابا (مواليد 1974)، مغني ياباني
- أتسونوري إينابا (مواليد 1972)، لاعب بيسبول ياباني
- أتسوشي إينابا (مواليد 1971)، منتج ومصمم ألعاب فيديو ياباني
- كاري آن إينابا (مواليد 1968)، راقصة ومصممة رقصات وممثلة ومضيفة تلفزيونية ومغنية أمريكية
- دايكي إينابا (مواليد 1988)، مصارع محترف ياباني
- داريل إس إينابا (مواليد 1946)، صيدلاني أمريكي
- هيدياكي إينابا (مواليد 1944)، رافع أثقال ياباني
- هيروشي إينابا (مواليد 1948)، زلاج ياباني
- هيساهيتو إينابا (مواليد 1985)، لاعب كرة قدم ياباني
- إيان إينابا (مواليد 1971)، مخرج ومنتج وصحفي أفلام ومقاطع فيديو موسيقية أمريكية
- كايو إينابا، عالم أحياء ياباني
- كازويو إينابا (مواليد 1959)، سباح ياباني
- كوساكو إينابا (1924-2006)، رجل أعمال ياباني من مواليد سنغافورة
- كوشي إينابا (مواليد 1964)، مطرب ياباني
- كوتارو إينابا (مواليد 1982)، لاعب كرة قدم ياباني داخل الصالات
- إينابا ماساكي (1723–1793)، داي-ميو (زعيم اقطاعي) ياباني
- إينابا ماساكاتسو (1597–1634)، داي-ميو (زعيم اقطاعي) ياباني
- إينابا ماساكوني (1834–1898)، داي-ميو (زعيم اقطاعي) ياباني
- إينابا ماسامي (1815-1879)، داي-ميو (زعيم اقطاعي) ياباني
- إينابا ماساموري (1791–1820)، داي-ميو (زعيم اقطاعي) ياباني
- إينابا ماسانوبو (1749-1806)، داي-ميو (زعيم اقطاعي) ياباني
- إينابا ماساو (1908–1973)، ضابط عسكري ياباني
- إينابا ماسانوري (1623–1696)، داي-ميو (زعيم اقطاعي) ياباني
- إينابا ماساتاكي (1769–1840)، داي-ميو (زعيم اقطاعي) ياباني
- إينابا ماساياسو (1640–1684)، داي-ميو (زعيم اقطاعي) ياباني
- إينابا ماسايوشي (1848–1902)، داي-ميو (زعيم اقطاعي) ياباني
- مايومي إينابا (1950-2014)، كاتب وشاعر ياباني
- مينورو إينابا (مواليد 1951)، ممثل صوت ياباني
- ياماتو إينابا (مواليد 1943)، سياسي ياباني
- ياسوهيرو إينابا (مواليد 1985)، مصارع رياضي ياباني
- إينابا يوشيميتشي (1515-1589)، ساموراي ياباني
- يوشيو إينابا (1920-1998)، ممثل ياباني
- يو إينابا (مواليد 1993)، ممثل ياباني

## شخصيات خيالية
- إينابا، شخصية من سلسلة المانجا والأنيمي اليابانية أوروسي ياتسورا
- إينابا هيميكو، شخصية من سلسلة الروايات اليابانية الخفيفة ربط كوكورو
- رايزن أودونجين إينابا و تيوي إينابا ، شخصيات من ألعاب الفيديو مشروع توهو
- كاجيروزا إينابا، شخصية حصرية للأنمي من الموسم الخامس عشر لأنيمي بليتش، في قوس الجيش الغازي جوتي 13